# Article 15
Pour plus de détails, voir Fiche technique et Distribution.
Article 15 est un film indien réalisé par Anubhav Sinha, sorti en 2019.

## Synopsis
Ayan Ranjan, un officier de police, enquête sur le viol collectif de deux jeunes filles dans la campagne indienne.

## Fiche technique
- Titre : Article 15
- Réalisation : Anubhav Sinha
- Scénario : Anubhav Sinha et Gaurav Solanki
- Musique : Mangesh Dhakde, Anurag Saikia et Piyush Shankar
- Photographie : Ewan Mulligan et Dhananjay Navagrah
- Montage : Yasha Ramchandani
- Production : Anubhav Sinha
- Société de production : Benaras Mediaworks et Zee Studio
- Société de distribution : Night Ed Films (France)
- Pays :  Inde
- Genre : Policier, drame, thriller
- Durée : 130 minutes
- Dates de sortie : 
  - Inde : 28 juin 2019
  - France : 3 juillet 2019

## Distribution
- Ayushmann Khurrana : Ayan Ranjan
- Nassar : l'officier du CBI Panikar
- Manoj Pahwa : Bhramadatt Singh
- Kumud Mishra : Kisan Jatav
- Isha Talwar : Aditi
- Sayani Gupta : Gaura
- Mohd. Zeeshan Ayyub : Nishad
- Shubhrajyoti Barat : Chandrabhan
- Sushil Pandey : Nihal Singh
- Aakash Dabhade : Satyendra Rai
- Ashish Verma : Mayank
- Ronjini Chakraborty : Dr. Malti Ram
- Veen : Anshu Naharia
- Sumbul Touqeer : Amali

## Distinctions
Le film a été nommé pour huit International Indian Film Academy Awards et a reçu celui du meilleur scénario ; et pour dix Filmfare Awards et en reçu trois : prix critique du meilleur film (ex æquo avec Sonchiriya), prix critique du meilleur acteur pour Ayushmann Khurrana et le Filmfare Award de la meilleure histoire.